# Estelle Parsons
Estelle Margaret Parsons (Lynn, Massachusetts, 20. studenog 1927.) je američka filmska, kazališna i televizijska glumica, oskarovka.
Roditelji su joj Šveđani. Nakon završene srednje škole kreće studirati pravo, ali kasnije gluma preuzima prioritet. Prvotne uspjehe postiže u kazalištu, dobivši čak 4 nominacije za Tonya, a radila je i na Broadwayu. William Shakespeare i njegove drame postale su joj temelj karijere.
Oskara je dobila 1967. godine za svoj rad na filmu "Bonnie i Clyde". Tamo je portretirala Blanche Barrow, svastiku Clydea Barrowa, kojeg glumi Warren Beatty. Sama Blanche nije bila zadovoljna izvedbom.
Nakon Oskara, nastavila je snimati filmove, izborivši nominaciju za film "Rachel, Rachel". S Warrenom je radila na filmu "Dick Tracy".
Tijekom 1990-ih, glumila je majku Roseanne Conner u istoimenom sitcomu.
Udavala se dva puta, ali nema djece.

## Vanjske poveznice
- Estelle Parsons u internetskoj bazi filmova IMDb-u (engl.)